# Besiege
Besiege é um jogo sandbox de estratégia desenvolvido e publicado pela Spiderling Studios. O jogo foi lançado para Windows, macOS e Linux em fevereiro de 2020 após uma fase de acesso antecipado de cinco anos. Uma versão de console para Xbox One e Xbox Series X/S foi lançada em fevereiro de 2022.

## Visão geral
O jogo permite a construção de mecanismos de cerco medievais de diversos tipos para cumprir missões como eliminar inimigos, destruir construções e se mover até determinados locais. Dentro de um espaço limitado, o jogador deve selecionar peças mecânicas a partir de uma coleção variada e conectá-las de modo a completar uma máquina adequada para a missão. Após a finalização de todos os níveis da primeira ilha, Besiege, o jogador ganha acesso à ilha de Tolbrynd, de Valfross e finalmente de Krolmar.  
Embora os objetivos sejam relativamente simples, a grande variedade de abordagens possíveis permite a experimentação.
Foi lançado pela primeira vez para Linux, OS X e Windows via acesso antecipado em 28 de janeiro de 2015 antes de ser lançado oficialmente em 18 de fevereiro de 2020. Uma versão de console está programada para ser lançada para Xbox One e Xbox Series X/S em 10 de fevereiro de 2022. Possui interface de usuário reformulada, modo de foto e um Workshop diferente para compartilhar criações de usuários. Portanto, ele não possui a funcionalidade multijogador ou editor de níveis da versão para PC.

## Jogabilidade
Cada nível do jogo contém uma missão que deve ser completada para dar acesso ao próximo. As missões incluem destruir objetos e inimigos, mover o veículo até um certo ponto e interagir de modos específicos com o cenário. Para isso, o jogador tem acesso a uma variedade de peças mecânicas e materiais de construção diversos, que podem ser conectados de diferentes maneiras. O jogo não utiliza um sistema de limite de gastos, mas limita o tamanho das máquinas pelo uso de uma barreira em formato de cubo. Apesar disso, é possível habilitar o chamado "God Mode", que permite o uso de habilidades especiais como construir sem uma barreira, mover objetos com o cursor e tornar o veículo indestrutível; no entanto, vale ressaltar que um nível completado pelo uso de God Mode não libera acesso para o próximo. Além da campanha principal, também existe o chamado "Sandbox Mode", em que o jogador pode livremente construir máquinas em espaços sem objetivo claro, alguns mais vazios e outros com um cenário complexo.
Apesar do tema medieval do jogo, os jogadores são capazes de construir intrincados modelos de trabalho de motores de quatro tempos e dois tempos e sistemas de veículos, incluindo sistemas de computador, bem como veículos modernos, como tanques, automóveis, aviões bombardeiros, aviões a hélice, helicópteros, dirigíveis e navios de guerra. Uma atualização em dezembro de 2017 adicionou um editor de níveis e recursos multijogador, como colocar as criações de veículos umas contra as outras ou outros jogadores tentando derrubar um castelo criado por outro. Mais tarde, eles adicionaram o modo de construção avançado que concede ao jogador a possibilidade de construir máquinas complicadas.
Com essas adições, os jogadores desenvolveram sistemas para executar torneios semelhantes ao programa de televisão BattleBots, colocando suas criações de Besiege em partidas um contra um com outros para tentar tirar o outro.

## Audiência
Marsh Davies, do Rock, Paper, Shotgun, elogiou uma versão inicial do jogo, comparando sua ciência "caricaturada" a uma versão do século XII do Programa Espacial Kerbal. Davies também elogiou os gráficos estilizados e o som do jogo. PC Gamer deu ao jogo 85 de 100.